# Armindo Rodrigues Mendes Furtado
Armindo Rodrigues Mendes Furtado, meglio noto come Brito (Moita, 16 novembre 1987), è un ex calciatore portoghese naturalizzato capoverdiano, di ruolo attaccante.

## Caratteristiche tecniche
Gioca prevalentemente come ala sinistra, ma può essere impiegato anche nel versante opposto o come centravanti.